# پرابلمیستا
پرابلمیستا (انگلیسی: Problemista) فیلم کمدی سوررئالیستی آمریکایی محصول ۲۰۲۳ به نویسندگی، کارگردانی و تهیهٔ مشترک خولیو تورس است. بازیگران این فیلم شامل خولیو تورس، تیلدا سوینتن، رزا، گرتا لی، کاتالینا ساودرا، جیمز اسکالی، و ایزابلا روسلینی می‌شوند. این فیلم دربارهٔ یک طراح اسباب‌بازی مشتاق اهل السالوادور است که به نیویورک می‌رود و برای یک هنرمند طرد شدهٔ دمدمی‌مزاج در دنیای هنر مشغول به کار می‌شود، به این امید که در این کشور بماند و قبل از پایان ویزای کاری‌اش رویاهای خود را محقق سازد.
نخستین مراسم نمایش جهانی پرابلمیستا در ۱۴ مارس ۲۰۲۳ در جنوب از جنوب غربی برگزار شد. این فیلم در ۱ مارس ۲۰۲۴ توسط ای۲۴ منتشر شد.

## بازخورد
در وبگاه جمع‌آوری نقد راتن تومیتوز، ٪۹۰ از ۶۸ بررسی منتقدان مثبت است و میانگینِ امتیاز آن ۷٫۶/۱۰ است. این فیلم در متاکریتیک که از میانگین وزنی استفاده می‌کند، بر اساس نظر ۱۹ منتقدین امتیاز ۷۱ از ۱۰۰ را کسب کرده که نشان‌گر «نقدهای عموماً مطلوب» است.